# 渡邉義浩
渡邉 義浩（わたなべ よしひろ、1962年1月4日 - ）は、日本の中国史学者、早稲田大学教授、学校法人早稲田大学理事、早稲田大学孔子学院院長、学校法人大隈記念早稲田佐賀学園理事長。

## 経歴
出生から修学期
1962年、東京都で生まれた。筑波大学第一学群人文学類史学専攻で学び、1984年に卒業。同大学大学院歴史・人類学研究科に進学し中国古代史を専攻、1991年に博士課程を修了。終了時に提出した学位論文『後漢国家の支配と儒教』で文学博士号を取得。
中国古代史研究者として
修了後は、北海道教育大学講師に就いた。大東文化大学文学部助教授に転じ、後に教授昇格。その後、早稲田大学文学学術院教授に就いた。2018年、学校法人早稲田大学理事、学校法人大隈記念早稲田佐賀学園理事長。
学界では、三国志学会事務局長。

## 研究内容・業績

### 著書
- 『後漢国家の支配と儒教』雄山閣出版 1995
- 『三国政権の構造と「名士」』汲古書院 2004、増補版 2020
- 『後漢における「儒教国家」の成立』汲古書院 2009
- 『西晋「儒教国家」と貴族制』汲古書院　2010
- 『「古典中国」における文学と儒教』汲古書院 2015
- 『三国志よりみた邪馬台国』汲古書院 2016
- 『「古典中国」における小説と儒教』汲古書院 2017
- 『三国志事典』大修館書店 2017
- 『「古典中国」の形成と王莽』汲古書院 2019
- 『『論語』の形成と古注の展開』汲古書院 2021
- 『中国における正史の形成と儒教』早稲田大学出版部(早稲田選書) 2021
- 『「古典中國」における史学と儒教』汲古書院 2022
- 『中國古代における軍事と儒教』汲古書院 2025

以下は一般向け単著
- 『諸葛亮孔明 その虚像と実像』新人物往来社 1998
  - 『諸葛孔明伝 その虚と実』新人物文庫 2011
- 『儒教と中国 「二千年の正統思想」の起源』講談社選書メチエ 2010
- 『関羽 神になった「三国志」の英雄』筑摩選書 2011
- 『三国志 演義から正史、そして史実へ』中公新書 2011
- 『魏志倭人伝の謎を解く 三国志から見る邪馬台国』中公新書 2012
- 『「三国志」の政治と思想 史実の英雄たち』講談社選書メチエ 2012
- 『十八史略で読む三国志』朝倉書店(漢文ライブラリー) 2012
- 『王莽 改革者の孤独』大修館書店(あじあブックス) 2012
- 『三国志の魅力 英雄たちの「志」』汲古書院 2015
- 『三国志 英雄たちと文学』人文書院 2015
- 『十八史略で読む史記 始皇帝・項羽と劉邦』朝倉書店(漢文ライブラリー) 2016
- 『春秋戦国』洋泉社歴史新書 2018
- 『漢帝国―400年の興亡』中公新書 2019
- 『人事の三国志 変革期の人脈・人材登用・立身出世』朝日選書 2019
- 『三国志 研究家の知られざる狂熱』ワニブックス(プラス新書) 2020
- 『論語 孔子の言葉はいかにつくられたか』講談社選書メチエ 2021
- 『大隈重信と早稲田大学』早稲田大学出版部(早稲田新書) 2022
- 『孫子 「兵法の真髄」を読む』中公新書 2022
- 『虚構から史実へ　中国史書による国家の正統化について』早稲田新書 2025

### 入門書
- 『図解雑学 三国志』ナツメ社 2000
- 『図解雑学 諸葛孔明』ナツメ社 2002
- 『図解雑学 三国志演義』ナツメ社 2007
- 『図解雑学 宗教から見る中国古代史』ナツメ社 2007
- 『三国志研究入門』三国志学会監修、日外アソシエーツ(日外選書fontana) 2007
- 『「三国志」軍師34選』PHP文庫 2008
- 『「三国志」武将34選』PHP文庫 2009
- 『「三国志」最高のリーダーは誰か』ダイヤモンド社 2010
- 『史上最強カラー図解 三国志のすべてがわかる本』ナツメ社 2010
- 『三国志 ナビ』新潮文庫 2014
- 『図説 呉から明かされたもう一つの三国志』青春出版社(青春新書) 2016
- 『一冊でまるごとわかる三国志』大和書房(だいわ文庫) 2016、新版 2019
- 『三国志 運命の十二大決戦』祥伝社新書 2016
- 『はじめての三国志』ちくまプリマー新書 2019
- 『始皇帝 中華統一の思想 『キングダム』で解く中国大陸の謎』集英社新書 2019
- 『教養として学んでおきたい三国志』マイナビ新書 2021
- 『横山光輝で読む三国志』潮新書 2022
- 『三国志が好き！』岩波書店・岩波ジュニアスタートブックス 2023
- 『横山光輝で読む「項羽と劉邦」』潮新書 2023
- 『「中国」は、いかにして統一されたか：始皇帝の六国平定』「世界史のリテラシー」NHK出版 2024
- 『中国史で世界を読む』マイナビ新書 2024
- 『「十八史略」で読む「三国志」 横山「三国志」で迫る具体像』潮新書 2024
- 『「韓非子」入門』ミネルヴァ書房 2024

### 共編著・監修
- 『三国志研究要覧』中林史朗共著、新人物往来社 1996、新版 2011
- 『両漢の儒教と政治権力』編、汲古書院 2005
- 『両漢における易と三礼』編、汲古書院 2006
- 『両漢における詩と三伝』編、汲古書院 2007
- 『両漢儒教の新研究』編、汲古書院 2008
- 『激突と調和 儒教の眺望』(知のユーラシア 3) 菅本大二共編、明治書院 2013
- 『三国志演義事典』仙石知子共著、大修館書店 2019
- 『中国文化の統一性と多様性』編、汲古書院 2022
- 『中国古代における軍事と国家統治』編、汲古書院 2024
- 『神話世界と古代帝国 アジア人物史 1』集英社 2023

執筆担当：第10章「儒教王権の誕生」567-622頁
入門書
- 『三国志の舞台 世界歴史の旅』田中靖彦共著 山川出版社 2004
- 『図解雑学 中国』松金公正共著 ナツメ社 2004
- 『三国志 漢文講読テキスト』石井仁・津田資久・伊藤晋太郎・田中靖彦共編 白帝社 2008
- 『「三国志」の女性たち』仙石知子共著 山川出版社 2010
- 『三国志　戦略と義の壮大なドラマ』監修 主婦の友社 2010
- 『三国志「その後」の真実 知られざる孔明没後の後伝』仙石知子共著 SB新書 2016
- 『中国古代史入門 中華思想の根源がわかる！』洋泉社・歴史新書 2016
- 『中国時代劇で学ぶ 中国の歴史 最新版』監修、キネマ旬報社・キネマ旬報ムック 2016
- 『陳寿 三国志 100分de名著』日本放送協会共編。NHK出版(放送テキスト) 2017
- 『中国時代劇で学ぶ 中国の歴史』監修、キネマ旬報社・キネマ旬報ムック 2017-2018
- 『はじめて学ぶ中国思想 思想家たちとの対話』井川義次・和久希 共編、ミネルヴァ書房 2018
- 『史実三国志 新たな発見に満ちた真実の三国志に迫る！』監修、宝島社ムック 2019
- 『地図でスッと頭に入る 三国志』監修、昭文社 2021
- 『図解 眠れなくなるほど面白い 始皇帝の話』日本文芸社 2022
- 『地図でスッと頭に入る 中国戦国時代』監修、昭文社 2022
- 『ざっくりわかる 8コマ三国志』解説、ジェントルメン中村画、朝日新聞出版 2022
- 『一冊でつかむ三国志　ビジュアル版』監修、河出書房新社 2024

### 訳書
- 袁宏『後漢紀』 中林史朗共訳著、明徳出版社(中国古典新書続編) 1999 - 完訳ではなく抜粋版
- 范曄『全譯 後漢書』(全18冊・別冊)  司馬彪・劉昭ほか補注、汲古書院 2001‐2016
監修を担当、岡本秀夫・池田雅典・島田悠・高橋康浩・渡邉將智・堀内淳一・小林春樹・高山大毅・田中靖彦・水野厚志 訳・注解
- 『曹操墓の真相』河南省文物考古研究所編著、監訳、谷口建速訳、科学出版社東京 2011
- 『三国志 Three Kingdoms』放送番組・日本語版監修 2010
- 顔之推『全譯顔氏家訓』主編、汲古書院 2018
- 『全譯 三國志』(全9冊予定) 仙石知子・高橋康浩共編、汲古書院 2019-刊行中
- 『全譯 論語集解』(全2巻) 主編、汲古書院 2020
- 『論語集解　魏・何晏〈集解〉』(全2巻) 早稲田大学出版部(早稲田文庫) 2021 - 現代語訳
- 『後漢書』(全12巻予定) 早稲田大学出版部(早稲田文庫) 2022-刊行中 - 現代語訳
- 『魏武注孫子』講談社学術文庫 2023[7]
- 『全譯 魏武帝註孫子』関(關)俊史共編、汲古書院 2023

## TV出演
- 超三国志「徹底解明! 英雄たちの真実」（2019年8月3日、NHK-BSプレミアム）
- 100分de名著「陳寿　三国志」（2017年4月、NHK教育テレビジョン）
  - 新版テキスト「集中講義 三国志　正史の英雄たち」（2019年6月、日本放送協会編、NHK出版）

## 参考
- 魏志倭人伝の謎を解く―三国志から見る邪馬台国 - 紀伊国屋書店BookWeb